# Fatumerin
Fatumerin (Fatumering) ist eine osttimoresische Aldeia im Suco Manucassa (Verwaltungsamt Lequidoe, Gemeinde Aileu). 2015 lebten in der Aldeia 293 Menschen.

## Geographie und Einrichtungen
Die Aldeia Fatumerin liegt im Norden des Sucos Manucassa. Südlich befindet sich die Aldeia Manutai. Im Westen grenzt Fatumerin an den Suco Fahiria, im Norden an den Suco Fahisoi, im Osten an den Suco Namolesso und im Südosten an den Suco Acubilitoho.
Eine Straße durchquert die Aldeia von Namolesso kommend nach Fahisoi. An ihr liegt verteilt der Großteil der Besiedlung der Aldeia, mit den beiden Ortszentren Fatumerin und Rematu. Mehrere Weiler reihen sich an der Straße in Richtung Norden weiter auf. Im Ort Fatumerin befinden sich eine Grundschule und der Sitz des Sucos. Nur einzelne Häuser liegen an der Straße, die durch Fatumerin vom Suco Acubilitoho nach Fahiria führt.